# Ережепов, Максат Аршабайулы
Максат Ережепов (род. 23 апреля 1990, Рудный, Кустанайская область) — казахский борец греко-римского стиля, мастер спорта Республики Казахстан международного класса, четырёхкратный чемпион Казахстана.

## Биография
Занимается спортом с десяти лет, в секцию борьбы его привёл старший брат. В 2012 году был включён Костанайским областным управлением туризма и спорта в двадцатку лучших местных спортсменов и тренеров.
Личная жизнь:
у спортсмена есть жена и трое замечательных детей

## Достижения
- Чемпион Азии среди кадетов — 2007;
- Чемпион Азии среди юниоров — 2010;
- Бронзовый призёр международного турнира «Вехби Эмре» — 2011;
- Бронзовый призёр чемпионата Азии — 2012, 2013;
- Серебряный призёр чемпионата Азии — 2014[3][4];
- Серебряный призёр чемпионата Азии — 2022[5].